# Estación Ciudad Satélite
Ciudad Satélite será la sexta estación del futuro tren de cercanías Tren Melipilla-Estación Central, que conectará la ciudad de Santiago con Melipilla en la Región Metropolitana de Santiago, Chile.
La estación está proyectada para que inicie sus operaciones en 2027.

## Historia
Durante 2015, grupo EFE y el municipio de Maipú realizaron una charla a la junta de vecinos de la zona, señalándose que la entrada principal sur de la estación de trenes será construida justo al lado de la estación de servicentro Petrobras.

## Infraestructura
La estación se encuentra ubicada específicamente en la zona suroriental de la comuna de Maipú, en su límite con la comuna de Padre Hurtado. Esta estación está un poco alejada del radio urbano del Área Metropolitana de Santiago y se sitúa junto a Camino a Melipilla, justo en frente del acceso al barrio de Ciudad Satélite.
La estación fue diseñada con el objetivo de facilitar una canalización de tráfico peatonal y vehicular. La mesanina y los accesos a la estación están diseñados para dirigirse, por un lado, hacia el cruce peatonal y los paraderos de transporte público en el Camino a Melipilla, y por otro, hacia nuevas zonas de desarrollo habitacional e inmobiliario planeadas para el futuro.
El diseño de la estación incluye un acceso principal con una geometría semicircular en el lado sur, que es la zona más consolidada del barrio. Este diseño es similar al implementado en la estación Tres Poniente. Además, se dispone de un acceso rectangular entre el Camino a Melipilla y la faja de vía. Este acceso está diseñado específicamente para enlazar la estación con la red de transporte público y servir a los pasajeros que se encuentran en Ciudad Satélite.
En lo que respecta al diseño de las vías y andenes, la faja de vía en este punto tiene un ancho medio de aproximadamente 25 metros. Las vías se abrirán hacia los extremos para dejar espacio para el andén central. La sección tipo para este proyecto es una estación con postes.
Esta es la última estación que operará con el sistema de pago de la tarjeta Bip! en dirección hacia Melipilla.
La estación está proyectada para que inicie sus operaciones en 2027.

## Servicios
Está en proceso de construcción el servicio de pasajeros Tren Melipilla-Estación Central, El tramo Lo errázuriz Talagante estará operativo en 2027, mientras que el tramo Talagante-Melipilla lo estará en 2029.

## Origen etimológico
Adquiere su nombre por su cercanía al barrio residencial Ciudad Satélite de la comuna de Maipú.

## Conexión con Red Metropolitana de Movilidad
La estación posee 4 paraderos de la Red Metropolitana de Movilidad en sus alrededores, los cuales corresponden a:
| Paradero / Código                                          | Recorridos |
| ---------------------------------------------------------- | --- |
| Central Poniente / esq. Caletera Melipilla (PI270)         | 111 (Metro Pajaritos) - 113 (Metro Los Héroes) - 113c (Ciudad Satélite) - 113e (Metro Los Héroes) - I11 (Rinconada) - I11n (Metro Plaza de Maipú) - 113e (Metro Los Héroes) |
| Central Poniente / esq. Lago Bracciano (PI317)             | 111 (Ciudad Satélite) - 113 (Ciudad Satélite) - 113c (Metro Cerrillos) - 113e (Ciudad Satélite) - I11 (Ciudad Satélite) - I11n (Ciudad Satélite)                            |
| Camino a Melipilla / esq. Parque Central Poniente (PI1834) | I35 (Padre Hurtado) |
| Camino a Melipilla / esq. Parque Central Poniente (PI1835) | I35 (Metro Del Sol) |